# Прецедент
Прецеде́нт (від лат. praecedens — той, що передує) — випадок або подія, що відбулися у минулому та є прикладом або підставою для аналогічних дій у сьогоденні.